# Robert G. Vignola
Robert G. Vignola, nascido Rocco Giuseppe Vignola (Trivigno, 5 de agosto de 1882 - Hollywood, 25 de outubro de 1953) foi um ator, roteirista e diretor de cinema ítalo - americano. Ele apareceu em muitos filmes produzidos pela Kalem Company e depois passou a dirigir, tornando-se um dos diretores mais prolíficos do cinema mudo. Ele dirigiu vários filmes nos primeiros anos do cinema sonoro, mas sua carreira se formou essencialmente na era do cinema mudo. 

## Biografia
Robert G. Vignola nasceu em Trivigno, uma vila na província de Potenza, Basilicata, filho de Donato Gaetano Vignola, pedreiro, e Anna Rosa Rago. Ele tinha três irmãos e uma irmã. Viajando com eles, ele deixou a Itália em maio de 1886, com três anos de idade. Ele foi criado em Albany, Nova York. Por causa de seu nome cristão (Rocco), ele foi apelidado de "Rocky" no primeiro censo da família em Nova York. Seu nome Rocco mais tarde foi alterado para Robert. Treinado como barbeiro desde jovem, aos 14 anos, ele se interessou pelo circo, praticando contorção e  acrobacia (como nadar sobre cordas), mas descobriu aos 17 anos que seu verdadeiro amor estava em atuar. Um ano depois, fundou o "Empire Dramatic Club" em Albany.

## Carreira de ator
Em 1901, ele começou a atuar profissionalmente no palco e ingressou na "American Stock Company" em Nova York. Ele fez sua estreia no palco em "Romeu e Julieta", tocando com Eleanor Robson Belmont e Kyrle Bellew. Nos anos seguintes, ele interpretou protagonistas e se tornou ator de personagens excêntricos. A carreira cinematográfica de Vignola começou em 1906 com o curta The Black Hand, dirigido por Wallace McCutcheon e produzido pela Biograph Company, geralmente considerado o filme que lançou o gênero da máfia.
Em 1907, ele ingressou na Kalem Studios, estrelando inúmeros filmes dirigidos por seu amigo de longa data Sidney Olcott, muitas vezes lidando com a cultura irlandesa, como The Lad from Old Ireland (1910), The Colleen Bawn (1911) e Arrah-na-Pogue (1911). Olcott mais tarde o promoveria como diretor assistente. A Kalem Company viajou pela Europa e Oriente Médio, onde Vignola fez um de seus papéis mais notáveis como Judas Iscariot em From the Manger to the Cross (1912), entre os filmes mais aclamados dos anos mudos. Segundo o Moving Picture World, ele foi o primeiro ator que recebeu um salário permanente de Kalem.

## Carreira de Diretor

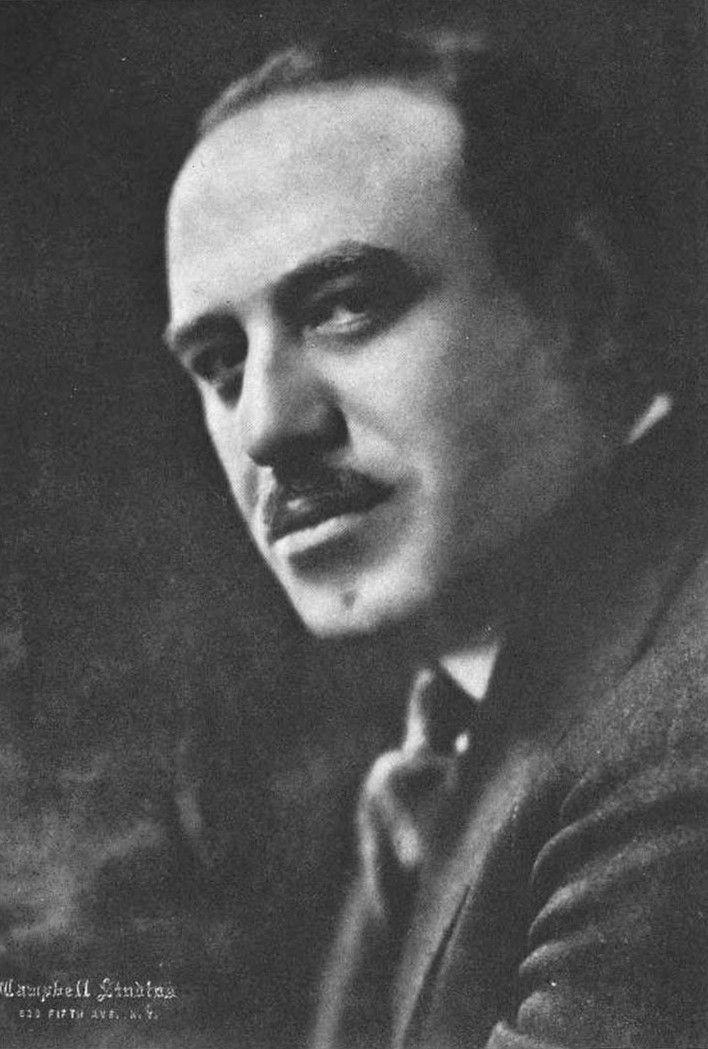
Vignola, c. 1920

Vignola dirigiu 110 filmes de 1911 a 1937. Sua estreia como diretor de cinema foi Rory O'More (1911), co-dirigido por Olcott. O Vampiro (1913), estrelado por Alice Hollister, foi bem recebido pelos críticos e às vezes é citado como o primeiro filme vampiro sobrevivente (outro título com o mesmo nome produzido por William Nicholas Selig em 1910 é considerado perdido). Ele voltou ao tema com The Vampire's Trail (1914), apresentando Alice Joyce, Tom Moore e Hollister em um papel secundário. Ele teve uma longa associação dirigindo os primeiros filmes de Pauline Frederick, como Audrey (1916), Double Crossed (1917) e The Love That Lives (1917). 
Vignola é mais conhecido por dirigir Marion Davies em várias comédias românticas, incluindo Enchantment (1921), Beauty's Worth (1922), e seu grande papel épico When Knighthood Was in Flower (1922), que alcançou aclamação crítica e comercial e estabeleceu Davies como uma estrela de cinema. Em 1920, foi-lhe oferecido o cargo de diretor geral da Kinkikan Cinematograph Company no Japão e foi homenageado como "destacado diretor do ano" por Frederick James Smith, do Motion Picture Classic em 1921. The Woman God Changed (1921) e Adam and Eva (1923) foram elogiados pelo uso "inovador" de sombras e efeitos de iluminação.
Com a chegada da era do som, dirigiu Broken Dreams (1933), que disputava o Melhor Filme Estrangeiro no 2º Festival Internacional de Cinema de Veneza, e The Scarlet Letter (1934), o último filme de Colleen Moore. Seus filmes sonoros não tiveram sucesso e Vignola se aposentou. Seu trabalho final foi The Girl from Scotland Yard (1937). 

## Morte
Vignola morreu em Hollywood, Califórnia, em 1953. Ele foi enterrado no cemitério de St. Agnes, Menands, Nova York.

## Vida pessoal
Ele morava em uma mansão em Whitley Heights, de propriedade de William Randolph Hearst. Segundo a lenda, a amante de Hearst, Marion Davies, foi autorizada a ficar sem ele na mansão de Vignola, preocupada que ela estivesse tendo casos e considerando Vignola uma companheira de confiança para ela, pois era homossexual. Sidney Olcott, sozinho após o falecimento de sua esposa Valentine Grant, passou sua vida na casa de Vignola, onde morreu em 1949.
Vignola foi descrito por Delight Evans como "o mais saudável e menos temperamental de todos os criadores de celulóide. Ele tem infinita paciência. Ele tem uma qualidade que faz os atores quererem trabalhar para ele: consideração". Ele disse uma vez: "Antes que um diretor possa aprender a controlar milhares de pessoas, grandes estrelas e grandes cenas, ele deve primeiro aprender a se controlar". Ele se identificou como republicano, embora não estivesse muito interessado em política. Vignola visitou seu local de nascimento, Trivigno, com sua família, forneceu dinheiro para construir o monumento de guerra da cidade e manteve correspondência com alguns de seus parentes.

## Filmografia parcial
- The Black Hand (1906)
- A Runaway Sleighbelle (1907)
- The Fight for Freedom (1908)
- The Kentuckian (1908)
- The Navajo's Bride (1910)
- A Lad from Old Ireland (1910)
- The Stranger (1910)
- A War Time Escape (1911)
- Arrah-na-Pogue (1911)
- Rory O'More (1911)
- The Colleen Bawn (1911)
- The O'Neill (1912)
- His Mother (1912)

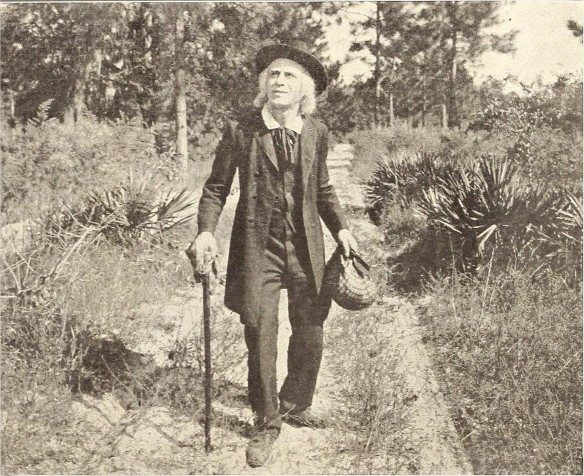
Vinheta em O Estranho (1910)

- The O'Kalems Visit Killarney (1912)
- The Vagabonds (1912)
- Far From Erin's Isle (1912)
- You Remember Ellen (1912)
- A Prisoner of the Harem (1912)
- An Arabian Tragedy (1912)
- From the Manger to the Cross (1912)
- Missionaries in Darkest Africa (1912)
- The O'Neill (1912)
- The Fighting Dervishes of the Desert (1912)
- The Shaughraun (1912)
- A Sawmill Hazard (1913)
- A Desperate Chance (1913)
- The Lady Peggy's Escape (1913)
- The Octoroon (1913)
- The Scimitar of the Prophet (1913)
- The Wives of Jamestown (1913)

### Diretor
- Rory O'More (1911)
- The Vampire (1913)
- The Vampire's Trail (1914)
- The Siren's Reign (1915)
- Audrey (1916)
- Seventeen (1916)
- The Evil Thereof (1916)
- The Moment Before (1916)
- The Spider (1916)
- Under Cover (1916)
- Great Expectations (1917)
- Her Better Self (1917)
- The Fortunes of Fifi (1917)
- The Hungry Heart (1917)
- The Love That Lives (1917)
- Double Crossed (1917)
- Madame Jealousy (1918)
- The Claw (1918)
- The Savage Woman (1918)
- The Girl Who Came Back (1918)
- Women's Weapons (1918)
- His Official Fiancée (1919)
- Experimental Marriage (1919)
- More Deadly Than The Male (1919)
- The Heart of Youth (1919)
- The Thirteenth Commandment (1920)
- The World and His Wife (1920)
- Straight Is the Way (1921)
- The Woman God Changed (1921)
- Enchantment (1921)
- Beauty's Worth (1922)
- The Young Diana (1922)

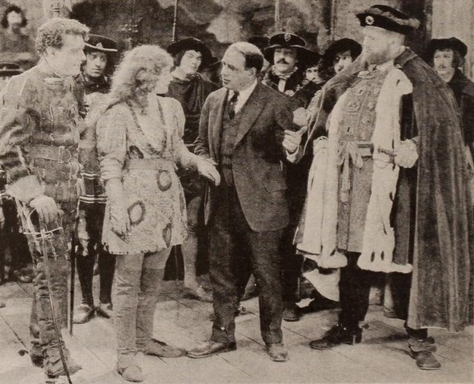
LR: Forrest Stanley, Marion Davies, Vignola e Lyn Harding no set de When Knighthood Was in Flower, 1922

- When Knighthood Was in Flower (1922)
- Adam and Eva (1924)
- Yolanda (1924)
- Married Flirts (1924)
- The Way of a Girl (1925)
- Déclassée (1925)
- Fifth Avenue (1926)
- Cabaret (1927)
- Broken Dreams (1933)
- The Scarlet Letter (1934)
- The Perfect Clue (1935)
- The Girl from Scotland Yard (1937)